# Ron Nevison
Ron Nevison é um engenheiro de som e produtor musical norte-americano. Começou sua carreira no começo da década de 1970 como engenheiro de som. Em 1972, construiu um estúdio móvel sob encomenda para Ronnie Lane, onde nos dois anos seguintes trabalhou como engenheiro na produção de diversos álbuns, como Quadrophenia e Bad Company. Eventualmente tornou-se produtor, colaborando com artistas como Meat Loaf, Led Zeppelin, Ozzy Osbourne, Europe, Kiss, UFO (banda) e Heart, entre muitos outros.